# Gimax
Gimax est le pseudonyme de course du pilote automobile italien Carlo Virginio Franchi, né le 1er janvier 1938 à Pogliano Milanese et mort le 14 janvier 2021 à Busto Garolfo. Il n'a jamais couru sous son vrai nom. Il a participé à un Grand Prix de Formule 1 du championnat du monde avec Team Surtees, le Grand Prix d'Italie 1978, où il ne se qualifie pas. Il a également participé au Grand Prix Dino Ferrari 1979, une course de Formule 1 hors-championnat.

## Pseudonyme
Gimax est le pseudonyme de course du pilote automobile italien Carlo Virginio Franchi. Gimax est l'abréviation des prénoms Gigi et Massimo, ses deux fils. Il n'a jamais couru sous son vrai nom et son fils, Gigi, a également couru sous ce pseudonyme.

## Participations en Formule 1
Gimax a débuté en Formule 2 à Vallelunga en 1975, où il est arrivé à la 10e place au volant d'une vieille Trivellato March-BMW. En 1978, malgré une carrière discrète, il obtient le second volant au sein du Team Surtees en  Formule 1, en remplacement de Rupert Keegan, blessé. Il participe au Grand Prix d'Italie 1978 mais, vingt-huitième et dernier des qualifications, ne peut prendre part à la course.
Il participe ensuite au championnat de Grande-Bretagne de Formule 1 Aurora, moins exigeant, en 1979 et 1980 au sein du Team Agostini dirigé par Dave Price au volant d'une Williams FW06 à moteur V8Cosworth comme coéquipier du champion de moto Giacomo Agostini. Il obtient comme meilleur résultat une quatrième place à Monza au cours de sa deuxième saison. 
Gimax participe, au sein du Team Agostini, au Grand Prix Dino Ferrari 1979, une épreuve de Formule 1 hors-championnat, à Imola, où il a dû abandonner.

## Voitures de sport
Gimax participe régulièrement aux courses de voitures de sport en Italie dans les années 1970. En 1976, il monte sur le podium des 4 heures d'Enna-Pergusa, étape de la Targa Florio, avec Stanislao Sterzel sur une March-BMW 75S, après que toutes les autres voitures officielles se sont retirées du championnat du monde du groupe Six
En 1978, il participe au championnat d'Europe des voitures de sport, série mise en place afin de permettre aux prototypes du groupe 6 de continuer à concourir en Europe après l'annulation du championnat du monde des voitures de sport.
La série est divisée en deux catégories, l'une pour les voitures de 2 litres et l'autre pour les voitures de plus grosse cylindrée. Gimax remporte le championnat des pilotes 2 litres sur une Osella tandis que le pilote Porsche Reinhold Joest remporte l'autre championnat.
Gimax obtient ses premiers succès sur Osella-BMW, en se classant troisième des 6 Heures de Mugello le 13 avril 1980 et des 1 000 kilomètres de Monza le 26 avril 1981. Il dispute d'autres courses importantes de voitures de sport jusqu'en 1984.
En dehors du sport automobile, Carlo Franchi était un homme d'affaires prospère en Italie, ce qui lui a permis de faire de la compétition à partir de la trentaine ; il avait néanmoins commencé à courir plus tôt, en Formule 3 italienne en 1964 et 1965, avec une Lotus-Ford et une Wainer-Ford. Il a connu plus de succès dans les affaires qu'en course.
Son fils Gigi, alias Gimax Jr. né le 14 avril 1967, a suivi sa trace en disputant le Championnat de Grande-Bretagne de Formule 1.
En 2002, Gimax se rétablit d'une crise cardiaque. Plus tard, victime d'un accident vasculaire cérébral, il doit se déplacer en fauteuil roulant. Il était malgré tout souvent présent lors d’événements de sport automobile.

## Résultats en championnat du monde de Formule 1
| Saison | Écurie       | Châssis      | Moteur      | Pneus    | GP disputés | Points inscrits | Classement |
| ------ | ------------ | ------------ | ----------- | -------- | ----------- | --------------- | ---------- |
| 1978   | Team Surtees | Surtees TS20 | Cosworth V8 | Goodyear | 1           | 0               | Nc.        |

## Résultats en voitures de sport
| Date              | Course                                       | Équipier                             | Voiture                      | Écurie            | Qualification | Tours   | Résultat                  |
| ----------------- | -------------------------------------------- | ------------------------------------ | ---------------------------- | ----------------- | ------------- | ------- | ------------------------- |
| 25 avril 1974     | 1000 km de Monza                             | Laurent Ferrier                      | Chevron Ford-Cosworth B23    | Michel Dupont     | 18e (1:44.97) | 129     | 21e                       |
| 20 avril 1975     | 1000 km de Monza                             | Giovanni Alberti                     | Chevron Ford-Cosworth B21    | Citta dei Mille   | 26e (1:43.54) | 148     | 10e                       |
| 25 avril 1976     | 4 Heures de Monza                            | Stanislao Sterzel                    | March-BMW 75S                | Stanislao Sterzel | 18e (1:46.88) | 124     | 10e                       |
| 23 mai 1976       | 500 kilomètres d’Imola                       | Stanislao Sterzel                    | March-BMW 75S                | Sesto Corse       | 10e (1:49.34) | 89      | 8e                        |
| 27 juin 1976      | 4 Heures de la Coppa Florio                  | Stanislao Sterzel                    | March-BMW 75S                | Stanislao Sterzel | 8e (1:45.21)  | 92      | 3e                        |
| 20 mars 1977      | 6 Heures de Mugello                          | Enrico Grasso                        | Porsche 911S                 | Sesto Corse       | DNA           | DNA     | DNA                       |
| 24 avril 1977     | 500 km de Monza - Trofeo Filippo Caracciolo  | Giovanni Anzeloni                    | Lola-BMW T296                | Giovanni Anzeloni | 9e (1:51.93)  | DNA     | Abandon                   |
| 29 mai 1977       | 400 km de Vallelunga - Trofeo Ignazio Giunti | Cosimo Turizio                       | Osella-Armaroli PA5          |                   | 4e (1:13.1)   | 10      | Abandon (freins)          |
| 4 septembre 1977  | 250 km d'Imola                               |                                      | March-BMW 75S                | Sesto Corse       | DNA           | DNA     | DNA                       |
| 18 mars 1979      | 6 Heures de Mugello                          | Gianfranco Palazzoli, Giorgio Pianta | Osella-BMW PA7               | Carlo Franchi     | 3e (1:56.67)  | 114     | 8e                        |
| 13 avril 1980     | 6 Heures de Mugello                          | Marcello M.Gallo                     | Osella-BMW PA7               | Marcello M.Gallo  | 7e (1:55.67)  | 173     | 3e (1er de sa catégorie)  |
| 27 avril 1980     | 6 Heures de Monza                            | Marcello M.Gallo                     | Osella-BMW PA8               | Carlo Franchi     | 6e (1:48.9)   | 166     | 9e (1er de sa catégorie)  |
| 7 septembre 1980  | 6 Heures de Vallelunga                       | Claudio Francisci                    | Osella-BMW PA8               | Escolette         | 3e (1:12.54)  | 262     | 6e                        |
| 12 avril 1981     | 6 Heures de Mugello                          | Luigi Moreschi                       | Osella-BMW PA9               | Carlo Franchi     | 2e (1:53.9)   | 139     | 14e                       |
| 26 avril 1981     | 1 000 kilomètres de Monza                    | Luigi Moreschi                       | Osella-BMW PA9               | Carlo Franchi     | 6e (1:51.53)  | 171     | 3e                        |
| 28 juin 1981      | Enna Coppa Florio                            | Luigi Moreschi                       | Osella-BMW PA9               | Carlo Franchi     | 4e (1:39.37)  | 194     | 3e                        |
| 18 avril 1982     | 1 000 kilomètres de Monza                    | Carlo Facetti, Martino Finotto       | Osella-BMW PA9-82            | Jolly Club        | 8e (1:45.99)  | 0       | Non-partant               |
| 19 septembre 1982 | 1 000 km de Mugello - Trofeo Banca Toscana†  | Sandro Cinotti, Giuseppe Piazzi      | Osella-BMW PA9               | Jolly Club        | 8e (1:55.15)  | Abandon | Abandon (accident)        |
| 10 avril 1983     | 1 000 kilomètres de Monza                    | Carlo Facetti, Martino Finotto       | Osella Carma-Giannini PA9-82 | Jolly Club        | 20e (1:45.86) | 133     | 14e (1er de sa catégorie) |
| 10 avril 1983     | 1 000 kilomètres de Monza                    |                                      | Osella-BMW PA9               | Carlo Franchi     | 20e (1:45.86) | 14      | Abandon 3e du Groupe 6    |
| 18 octobre 1983   | 1 000 kilomètres d'Imola                     | Oscar Larrauri                       | Dallara Lancia LC1           | Eugenio Bersini   | 12e (1:49.71) | 165     | 8e                        |
| 23 octobre 1983   | 1 000 kilomètres du Mugello                  | Oscar Larrauri                       | Dallara Lancia LC1           | Eugenio Bersini   | 10e (1:54.76) | 169     | 8e                        |
| 23 avril 1984     | 1 000 kilomètres du Mugello                  | Vittorio Coggiola, Gianni Mussato    | Porsche 935                  | Vittorio Coggiola | 20e (1:51.97) | 60      | Abandon (moteur)          |